# 西城綾乃
西城綾乃（10月26日—）日本漫畫家，興趣是打工和玩樂園。2000年代尾聲於小學館的漫画雑誌《Cheese!》活躍。
出道作品是「押し入わの中の恋」（刊載於月刊《Cheese!》2004年7月號增刊）。

## 作品
作品皆在日本於小學館、台灣於長鴻出版社出版。
- 熱‧愛視線（日语：熱・愛視線～瞳で犯して～）、全1冊
  - 收錄「灼熱の誘惑」、「甘い復讐」、「先生は僕のもの」、「お兄様のいいなり」
- 極道王子（日语：ゴクプリ～極道の王子様～）、全1冊
- 我來守護妳（日语：守ってあげます）、全1冊
  - 收錄「守ってあげます」、「もっと守ってあげます」、「もーっと守ってあげます」、「会長におまかせ」、「ナイショのX' mas」
- 蜜之夜（日语：蜜の夜）、全1冊
- 掠奪你的愛（日语：奪ってあげます）（《Cheese!》2008年3月号－5月号、全1冊）
  - 收錄「悪魔な元カレ」、「フェイクな彼女」
- 我們的PINK（日语：ぼくらのPINK）（《Cheese!》2009年4月号－、全1冊）
  - 收錄「誰にも言えないっ!」、「溺愛レッスン」
- 我的男友是杜賓犬（日语：彼氏はドーベルマン）（《Cheese!》2009年10月号－12月号、全1冊）
  - 收錄「縛ってあげます」、「ド根性ガアル!」
- 我要束縛妳（日语：縛ってあげます）、全1冊
- 我的No.1男公關女友（日语：Ｎｏ．１ホストな彼女）、全1冊
- 等學生回去了再說（日语：…子供たちが帰ったあとで）、全1冊
- 舍監是妙齡女高生系列
  1. 舍監是妙齡女高生（日语：寮母さんは女子高生）（《Cheese!增刊》－2014年3月号、全1冊）
  2. 舍監是妙齡女高生Returns（日语：寮母さんは女子高生　リターンズ）
  3. 舍監是妙齡女高生Final（日语：寮母さんは女子高生　Ｆｉｎａｌ）
- 我的身教老師其實是野獸（日语：教育係が本当はケダモノな件）
  - 收錄「教育係が本当はケダモノな件」、「極甘▽極道パパ」、「ドSドクター」、「私がブサイクになっても」
- 婚禮系列（日语：ブライダルシリーズ）
  1. 婚禮狠危險（日语：ブライダルは危険がいっぱい）（《mobile flower（日语：モバイルフラワー）》、全1冊）
  2. 婚禮狠誘惑（日语：ブライダルは誘惑がいっぱい）（《mobile flower》、全1冊）
  3. 婚禮狠熾熱（日语：ブライダルは微熱がいっぱい）（《mobile flower》、全1冊）
  4. 婚禮狠溺愛（日语：ブライダルは溺愛がいっぱい）（《mobile flower》、全1冊）
  5. 婚禮狠掠奪（日语：ブライダルは掠奪がいっぱい）（《mobile flower》、全1冊）

## 外部連結
- 西城綾乃的X（前Twitter）